# Saneczkarstwo na Zimowych Igrzyskach Olimpijskich Młodzieży 2012 – sztafeta mieszana
Saneczkowe Zawody Drużynowe na Zimowych Igrzyskach Olimpijskich Młodzieży 2012 odbyły się w dniu 17 stycznia na torze w Igls. Młodzieżowymi mistrzami olimpijskimi zostali reprezentanci Stanów Zjednoczonych, srebro wywalczyła drużyna niemiecka, a brąz przypadł gospodarzom.

## Wyniki
| Pozycja | Nr | Zawodnicy                                                                           | Kraj       | Czasy Ślizgów        | Łącznie  | Strata  |
| ------- | -- | ----------------------------------------------------------------------------------- | ---------- | -------------------- | -------- | ------- |
|         | 8  | Summer Britcher Tucker West Ty Andersen Pat Edmund                                  | USA        | 44.658 46.686 46.966 | 2:18.310 | -       |
|         | 9  | Saskia Langer Christian Paffe Tim Brendl Florian Funk                               | Niemcy     | 44.788 46.766 47.154 | 2:18.708 | + 0.398 |
|         | 7  | Miriam-Stefanie K. Armin Frauscher Thomas Steu Lorenz Koller                        | Austria    | 44.676 46.902 47.285 | 2:18.863 | + 0.553 |
| 4       | 10 | Victoria Demczenko Alexander Stepiczew Jury Kalinin Sergej Beljew                   | Rosja      | 45.336 46.911 47.434 | 2:19.681 | + 1.371 |
| 5       | 5  | Andrea Vötter Daniel Gatterer Florian Gruber Simon Kainzwaldner                     | Włochy     | 44.932 47.943 46.982 | 2:19.857 | + 1.547 |
| 6       | 11 | Ulla Zirne Riks Kristens Rozitis Kristens Putins Imants Marcinkēvičs                | Łotwa      | 44.742 48.197 47.184 | 2:20.123 | + 1.813 |
| 7       | 6  | Olena Stetskiw Anton Dukacz Wołodymyr Buryy Anatolii Lehedza                        | Ukraina    | 45.556 46.852 47.781 | 2:20.189 | + 1.879 |
| 8       | 3  | Darja Kudriawcewa Sergej Korznew Stanisław Maltsew Oleg Faszhutdinow                | Kazachstan | 45.752 47.401 47.843 | 2:20.996 | + 2.686 |
| 9       | 4  | Nikola Drajnova Jozef Petrulak Jozef Čikovský Patrik Tomaško                        | Słowacja   | 45.969 47.911 47.396 | 2:21.276 | + 2.966 |
| 10      | 1  | Natalia M. Biesiadzka Jakub Kowalewski Jakub Grzegorz Firlej Mateusz Robert Woźniak | Polska     | 45.549 48.192 48.172 | 2:21.913 | + 3.603 |
| 11      | 2  | Anamaria L. Sovaiala Daniel Vladut Popa Cosmin Eugen Atodiresei Ștefan Musei        | Rumunia    | 45.821 49.340 48.150 | 2:23.311 | + 5.001 |